# Ільїн Владлен Олексійович
Владле́н Олексі́йович Ільї́н (нар. 3 жовтня 1937, місто Березівка Березівського району Одеської області — 13 січня 2016, місто Одеса) — український діяч, Представник Президента України у Одеській області (1992—1994 рр.).

## Життєпис
У 1954 році закінчив середню школу. У 1960 році закінчив Одеський інженерно-будівельний інститут.
Трудову діяльність розпочав слюсарем на заводі № 17 міста Львова. Працював у будівельних організаціях Казахської РСР, потім в системі тресту «Одестрансбуд» комбінату «Одеспромбуд» міста Одеси. Член КПРС.
У 1969—1970 роках — заступник голови виконавчого комітету Іллічівської районної ради депутатів трудящих міста Одеси.
У 1977—1980 роках — завідувач відділу будівництва Одеського обласного комітету КПУ.
У травні 1990—1992 роках — 1-й заступник голови виконавчого комітету Одеської міської ради народних депутатів. У 1992 році — заступник голови Одеської обласної державної адміністрації.
14 липня 1992 — 7 липня 1994 року — Представник Президента України в Одеській області.
Потім — на пенсії в місті Одесі.